# Maurizio Cucchi
Pour les articles homonymes, voir Cucchi.
Maurizio Cucchi, né le 20 septembre 1945  à Milan, est un poète, critique littéraire et journaliste italien.

## Biographie
Il est un représentant de la quatrième génération de la Ligne lombarde.
Il obtient le prix Viareggio en 1983 pour Glenn, le prix Stresa en 2005 pour Il male è nelle cose et le prix Bagutta en 2014 pour Malaspina.

## Œuvres
- (it) Paradossalmente e con affanno : trentatré poesie, Milan, Teograf., 1971
- (it) Il disperso, Milan, Mondadori, 1976, 1re éd.
- (it) Le meraviglie dell'acqua, Milan, Mondadori, coll. « Lo specchio », 1980, 105 p. (ISBN 978-88-04-58912-9)
- (it) Il figurante : (1971-1985), Florence, Sansoni, coll. « Foné », 1985
- (it) La luce del distacco : versi per il teatro, Milan, Crocetti, coll. « Aryballos », 1990
- (it) Poesia della fonte, Milan, Mondadori, coll. « Il nuovo specchio », 1993, 89 p. (ISBN 88-04-36772-5)
- (it) Il disperso, Milan, Guanda, coll. « Fenice contemporanea », 1994 (ISBN 88-7746-738-X)
- (it) Hotel riviera : poesie d'affetto e d'occasione, Cesena, Medusa, 1996
- (it) L'ultimo viaggio di Glenn, Milan, Mondadori, coll. « Lo specchio », 1999, 82 p. (ISBN 88-04-46375-9)
- (it) La poesia dialettale, Rome, Ist. Poligrafico dello Stato, 2000 (ISBN 88-240-1951-X)
- (it) Poesie : 1965-2000  (postface Alba Donati), Milan, Mondadori, 2001, 276 p. (ISBN 88-04-49525-1)
- (it) Carlo Porta, Rome, Ist. Poligrafico dello Stato ("Cento libri per mille anni"), 2003 (ISBN 88-240-1976-5)
- (it) Per un secondo o un secolo, Milan, Mondadori, coll. « Lo Specchio », 2003, 92 p. (ISBN 88-04-51954-1)
- (it) 110 poesie per sopravvivere (a cura di), Parme, Guanda, 2004, 166 p. (ISBN 88-8246-710-4)
- (it) Il viaggiatore di città Faloppio, Lietocolle, coll. « Il Graal », 2004, 66 p. (ISBN 88-7848-054-1)
- (it) Il male è nelle cose, Milan, Mondadori, coll. « Scrittori italiani e stranieri », 2005, 145 p. (ISBN 88-04-53571-7)
- (it) La traversata di Milano, Milan, Mondadori, 2007, 185 p. (ISBN 978-88-04-56218-4)
- (it) Jeanne d'Arc e il suo doppio, Milan, Guanda, coll. « Fenice contemporanea », 2008, 60 p. (ISBN 978-88-6088-505-0 et 88-6088-505-1)
- (it) Come una nave, Salerne, Edizioni L'Arca Felice, coll. « Coincidenze », 2008
- (it) L'onore del clochard, San Cesario di Lecce, Manni, coll. « Chicchi », 2009 (ISBN 978-88-6266-195-9)
- (it) Vite pulviscolari, Milan, Mondadori, coll. « Lo specchio », 2009, 105 p. (ISBN 978-88-04-58912-9)
- (it) Cronache di poesia del Novecento, Rome, Gaffi, coll. « Ingegni », 2010, 450 p. (ISBN 978-88-6165-086-2)
- (it) La maschera ritratto, Milan, Mondadori, coll. « Scrittori italiani e stranieri », 2011, 138 p. (ISBN 978-88-04-60666-6)
- (it) Un chiaro fuoco : Una scelta di traduzioni da Paul Valéry, Salerne, Edizioni L'Arca Felice, coll. « Hermes », 2011
- (it) L'indifferenza dell'assassino, Milan, Guanda, coll. « Narratori della Fenice », 2012 (ISBN 978-88-6088-694-1)
- (it) Malaspina, Milan, Mondadori, coll. « Lo specchio », 2013, 92 p. (ISBN 978-88-04-62941-2)

### Œuvres traduites en français
- Avec l’œil, avec la plume, ill. de William Xerra, trad. de Marc Le Cannu, Nice, France, La Diane française, coll. « Musée de poche », 2005, 10 p. (BNF 42229345)
- (it + fr) Vies particulaires [« Vite pulviscolari »], préf. et trad. de Bernard Vanel, Barre-des-Cévennes, France, Le Bousquet-la Barthe éditions, coll. « Les petits gris », 2014, 112 p. (BNF 42229345)